# 2505 Hebei
För andra betydelser, se Hebei (olika betydelser).
2505 Hebei eller 1975 UJ är en asteroid i huvudbältet som upptäcktes den 31 oktober 1975 av Purple Mountain-observatoriet i Nanjing, Kina. Den är uppkallad efter den kinesiska provinsen Hebei.
Asteroiden har en diameter på ungefär 22 kilometer och den tillhör asteroidgruppen Themis.